# Pfarrkirche hll. Philipp und Jakob (Stiwoll)

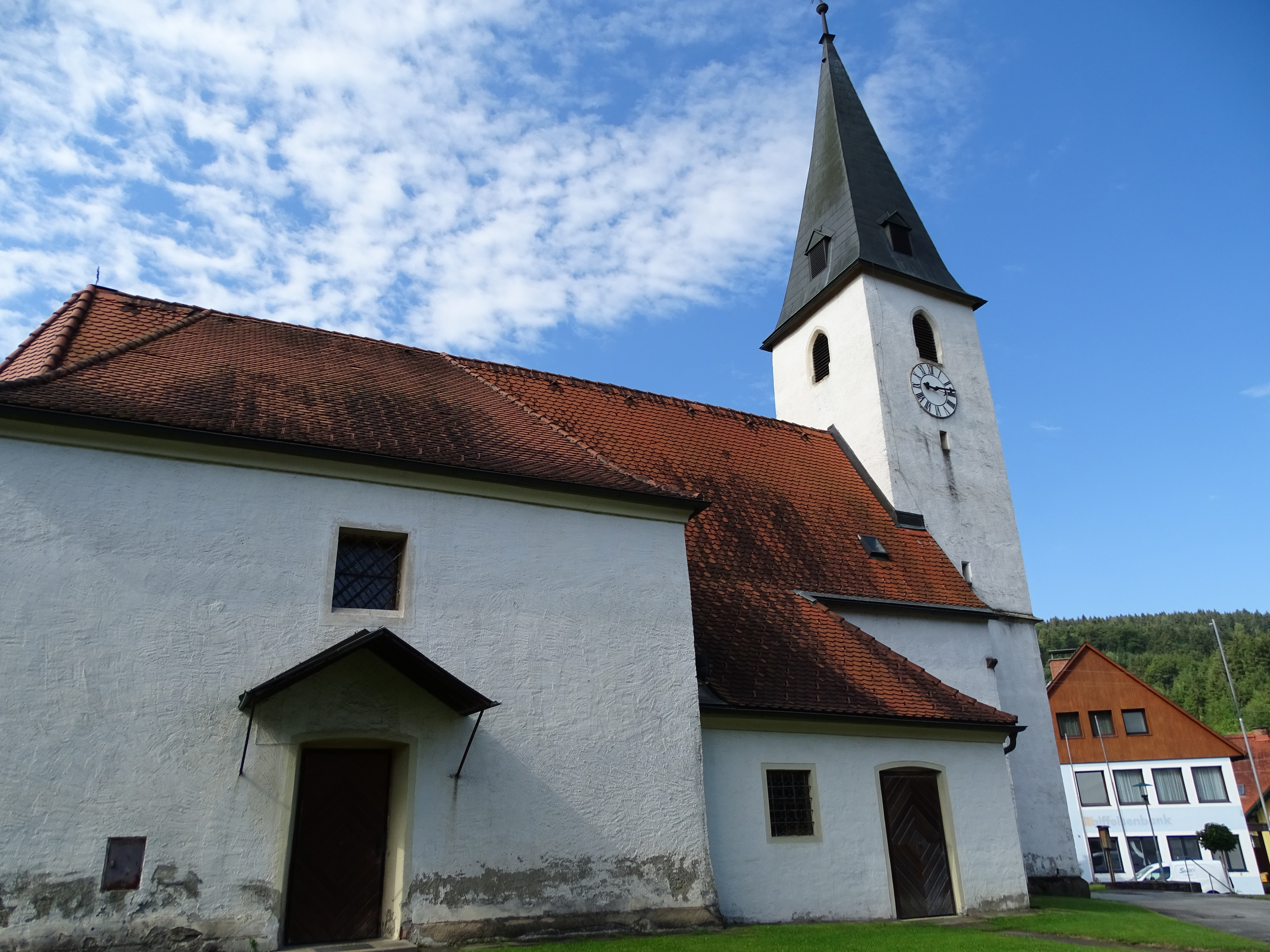
Die katholische Pfarrkirche hll. Philipp und Jakob in Stiwoll im Juli 2018

Die Kirche hll. Philipp und Jakob ist die römisch-katholische Pfarrkirche der Gemeinde Stiwoll in der Steiermark.

## Geschichte
Die genaue Bauzeit der Kirche ist unbekannt. Das Langhaus hat einen frühgotischen Kern. Der Chor wurde 1422 errichtet. 1445 wurde die vorher zur Pfarre Sankt Pankrazen gehörende Kirche eine eigenständige Pfarre. Der heutige Kirchturm wurde 1539 angebaut. Seit dem Jahr 1607 ist die Kirche dem Stift Rein inkorporiert. Eine Restaurierung des Bauwerkes erfolgte 1789 sowie zwischen 1971 und 1972.

## Beschreibung

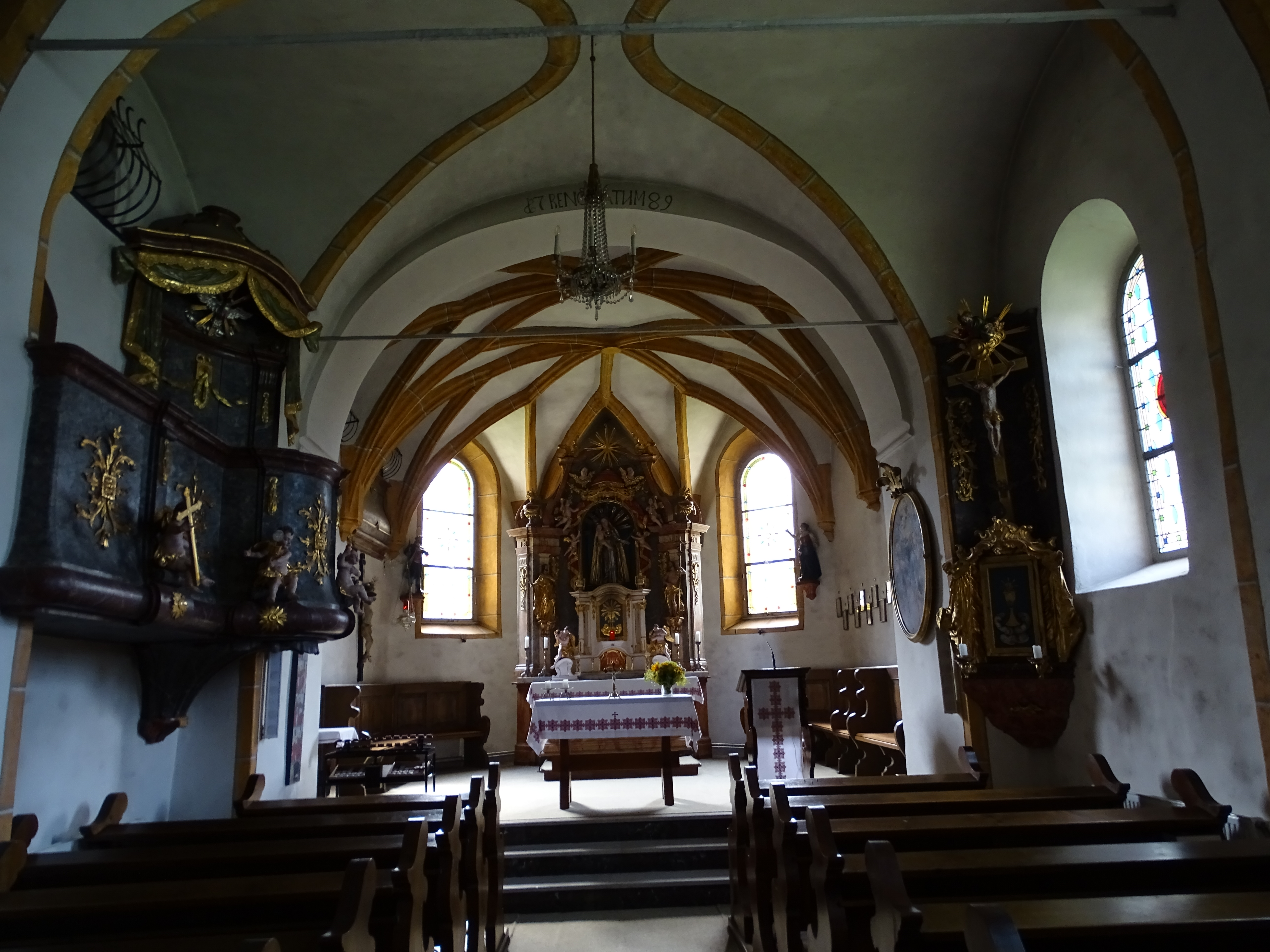
Blick auf den Hochaltar der Kirche

Der Kirchturm mit Spitzhelm steht in der Achse des Langhauses vor der Westfassade. Ein Spitzbogenportal führt durch das Turmerdgeschoß in den Kirchenraum. Im Glockengeschoß befinden sich drei Glocken, eine aus dem 13. Jahrhundert, eine aus dem Jahr 1555 und eine aus dem Jahr 1690.
Das vierjochige Langhaus hat ein auf eingestellten Wandpfeilern ruhendes Tonnengewölbe mit Stichkappen. Der gleich breite, einjochige Chor mit einem Sternrippengewölbe ist um drei Stufen erhöht und hat einen Fünfachtelschluss. Am Chorschluss befindet sich die Datierung „1422“. Der Fronbogen ist nur schwach entwickelt und trägt eine Inschrift, die auf eine Renovierung im Jahr 1789 hinweist. Im Westen des Kirchraumes befindet sich die aus dem 18. Jahrhundert stammende Empore mit vorschwingender Brüstung.
Die Sakristei und die darüberliegenden, barocken Oratorien befinden sich in einem Anbau nördlich des Chores.
Der Hochaltar sowie die Kanzel stammen von 1780. Weiters befindet sich eine Figurengruppe der heiligen Dreifaltigkeit aus derselben Zeit in der Kirche. An der nördlichen Innenwand des Langhauses sind die Reste eines Christophorus-Freskos aus der Zeit um 1350.